# Steyrer Straße
Die Steyrer Straße (B309) ist eine Landesstraße B in Oberösterreich und ehemalige Bundesstraße. Sie führt auf einer Länge von 17 km von der Anschlussstelle Enns-West an der West Autobahn (A1) zur Stadt Steyr, wo sie in die Eisen Straße (B115) mündet. Die Straße ist seit 2010 durchgehend kreuzungsfrei ausgebaut und steht (bis auf den Bereich der Bushaltestelle Dietach) im Rang einer Autostraße. Sie verläuft in etwa entlang des Flusses Enns durch die Gemeinden Enns, Hargelsberg, Kronstorf, Dietach und Steyr.

## Geschichte
Die Steyrer Straße gehört zu den Bundesstraßen, die durch das Bundesgesetz vom 8. Juli 1921 eingerichtet wurden.
Bis 2010 führte die B309 zur Anschlussstelle Enns-Ost (damals Enns genannt). Dann wurde die neue Straße außerhalb der Ortschaften eröffnet und die Steyrer Straße bei der neu errichteten Anschlussstelle Enns-West an die West Autobahn angeschlossen.

## Bilder

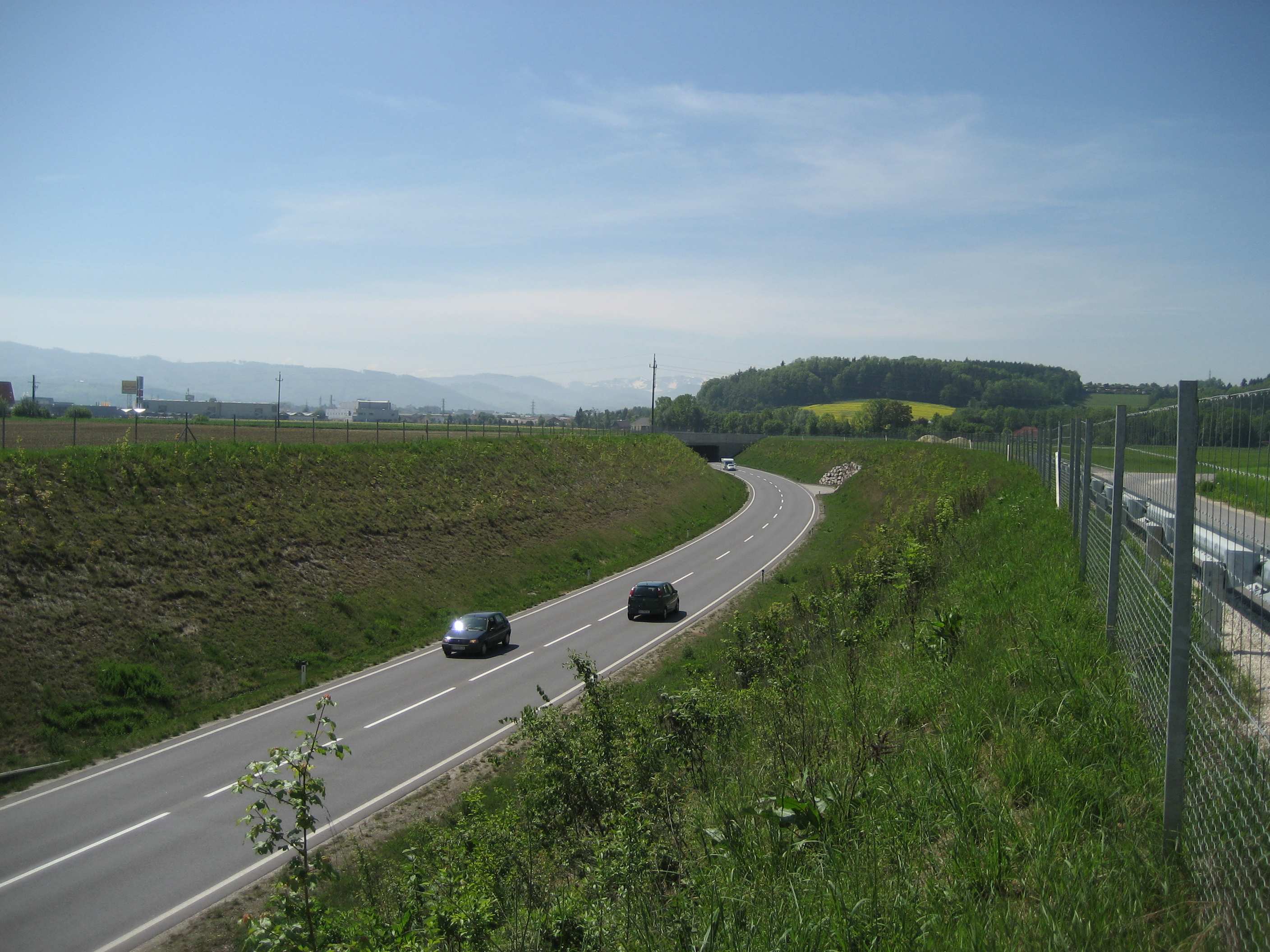
Steyrer Straße in Dietach
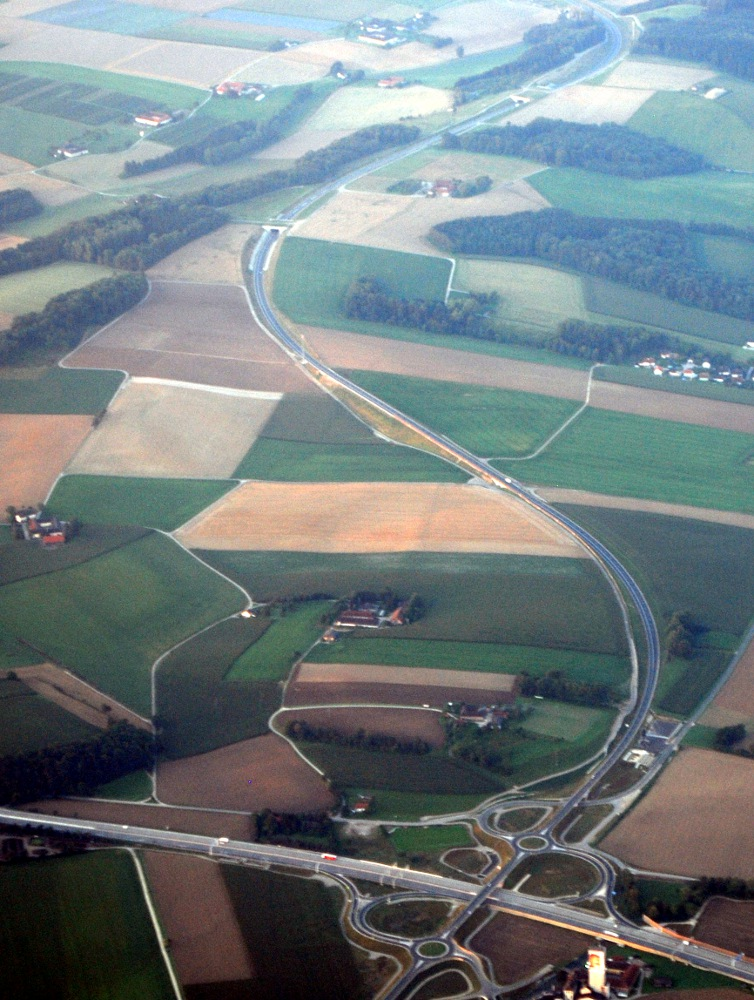
Luftbild der Anschlussstelle Enns-West/Steyr mit der West Autobahn